# Centro Cultural y Deportivo El Tanque Sisley
El Centro Cultural y Deportivo El Tanque Sisley, más conocido como "El Tanque Sisley", es un club de fútbol de la ciudad de Montevideo. Es producto de la fusión el 15 de diciembre de 1981 del Club Atlético El Tanque (de fútbol, fundado el 17 de marzo de 1955) y el Centro Cultural y Deportivo Sisley (de baloncesto, fundado el 16 de abril de 1941). El 16 de abril de 2021, el club festejó los 80 años de vida del exclub Centro Cultural y Deportivo Sisley, haciendo referencia a la fecha de fundación de este último.
El verdinegro obtuvo nueve campeonatos del fútbol de ascenso uruguayo (cuatro de la Segunda División Profesional, dos de la Liga Metropolitana Amateur y de la Divisional Extra "A", y en una oportunidad la Divisional Extra "B").
En 2017 participó del Campeonato Uruguayo por octava temporada en su historia, manteniéndose en dicha división para la temporada siguiente luego de ganar un desempate frente a Sud América. Sin embargo, el club no pudo disputar el Campeonato Uruguayo de Primera División 2018 por no cancelar adeudos con sus futbolistas, por lo que descendió automáticamente a la Segunda División 2019. Dado que el problema no se solventó el club tampoco participó en ese campeonato. Actualmente intenta superar esas dificultades económicas para participar de la Tercera División.
Participó internacionalmente en la Copa Sudamericana 2013, donde fue eliminado en la primera fase por el Colo-Colo de Chile.

## Historia

### Inicios barriales y divisionales de ascenso
El Club Atlético El Tanque fue fundado el 17 de marzo de 1955 por un grupo de muchachos entre los que destacaban Víctor Della Valle, Rubén "Pocho" Rodríguez, Roberto Musso, Enrique Fessler y Jorge Codesal. El curioso nombre elegido para la institución se debe a un gran tanque de nafta ubicado en la intersección de las calles montevideanas Cerro Largo y Yaguarón, lugar donde fue fundado. A su vez, el club tomó los colores verdinegros en honor a los “lagartos” de Rosarino Central, equipo de prosapia en el barrio y que tuvo nivel de Primera durante el amateurismo.
Entre los años 1955 y 1958 juega en diversas ligas regionales. En el año 1959 participó en el torneo de verano de la Liga Palermo, saliendo campeón de la misma jugando la final con Tacuarí.
Ese mismo año El Tanque se afilia a la Asociación Uruguaya de Fútbol y participa del torneo de la Extra "B" (quinta categoría), donde jugaban los equipos que pretendían ascender a la Extra "A" y luego a la Intermedia. El torneo es conquistado por El Tanque sin perder un solo partido. Dos años más tarde ganaría la “Extra A”.
En 1975 disputa finales por el ascenso a la A frente a la IASA pero no logra el objetivo: en el primer partido gana El Tanque 1-0, el segundo lo gana Sud América y este equipo también gana el tercero y definitorio. En El Tanque jugaba como zaguero Óscar Tabárez varios años entrenador de la selección uruguaya.

#### Fusión con Sisley (1981)
En el año 1972, El Tanque resuelve fusionarse con Sportivo Italiano —formando el Sportivo Italiano El Tanque (SIET)—, unión temporal que se disuelve en 1974. El 15 de diciembre de 1981 el C. A. El Tanque se fusiona con el Centro Cultural y Deportivo Sisley, equipo de baloncesto fundado el 16 de abril de 1941, conformando su nombre actual.
En 1981, es campeón uruguayo de la por entonces Primera División "B", hoy Segunda División, pero no asciende a Primera debido a que por la normativa de la época, se juega un repechaje en forma de cuadrangular entre El Tanque, Racing (subcampeón de 1ºB), Fénix y Liverpool (estos dos últimos eran los últimos de la tabla del descenso de Primera A), siendo ganado por Liverpool que de esa forma mantuvo la categoría e impidió que el Tanque Sisley logre el ascenso a Primera A.

### Primer ascenso a Primera (1990)
En 1990 gana el torneo de ascenso en final frente a la IASA nuevamente y logra finalmente su primer ascenso a la categoría máxima.
En 1991 juega su primera temporada en Primera División, con rendimiento dispar, aunque logrando en una semana derrotar a los dos grandes en el Estadio Centenario, primero a Nacional 2 a 0 y luego a Peñarol 1 a 0. Más curioso resultan esas victorias tomando en cuenta que El Tanque solo logra ganar 4 partidos ese año, sumando solo 15 puntos en 25 partidos y rápidamente desciende.

### Segundo ascenso y sucesivos años consecutivos en Primera (2010-2016)
El Tanque se mantuvo entonces compitiendo nuevamente en los campeonatos de las categorías inferiores (descendiendo y ascendiendo entre las categorías de ascenso) hasta que en la temporada 2009-2010 logra el título de campeón de la Segunda División Profesional tras haber sido el equipo que más puntos sumó en la Tabla Anual. Recién en la última fecha ante la Institución Atlética Sud América, y después de ir perdiendo por 2 a 0, da vuelta el partido 3 a 2 y en la última jugada con gol de Atilio Alvez, logró conquistar la victoria que le dio, luego de 20 años, su segundo ascenso a la máxima categoría del fútbol uruguayo. Una de sus figuras fue el goleador de ese torneo, Daniel Martínez, quien conquistó 10 tantos.
Sus seguidores estaban muy contentos de poder ver nuevamente a su humilde equipo en la Primera División Profesional, en la temporada 2010-2011. Los verdinegros tuvieron una muy buena temporada (9ª posición, en la que incluso pelearon el título del Torneo Apertura hasta la última fecha) y lograron mantenerse en Primera.

#### Mudanza a Florida (2012)
Ya en su tercera temporada en Primera consecutiva, para el campeonato 2012-13 el equipo mudó su localía, y disputó sus encuentros de local en el Estadio Campeones Olímpicos de la ciudad de Florida y los resultados deportivos se tornaron muy positivos. El Torneo Apertura fue muy especial para los verdinegros, ya que fueron el equipo revelación del mismo, saliendo cuarto con 30 puntos, a dos de Defensor Sporting y Nacional y con nueve de ventaja respecto de River Plate y Fénix (quinto y sexto). El delantero Héctor "Romario" Acuña fue clave con grandes actuaciones. Para el Clausura, sufre las importantes bajas del propio Acuña (a Gimnasia La Plata), el delantero colombiano Miguel Murillo (a Audax Italiano) y el entrenador Raul Moller (a Liverpool), siendo este sustituido por Osvaldo Canobbio. No repitieron en el Clausura (18 puntos) pero le alcanzó al verdinegro para lograr su mejor posición histórica y clasificar a la Copa Sudamericana 2013.

#### Primera participación internacional (2013)
El Tanque participó por primera vez de una competencia oficial de la Conmebol en la Copa Sudamericana 2013 contra el Colo-Colo de Chile, en donde en el partido de ida, en Uruguay, ganó el club albo por 0-1 y el partido de vuelta disputado en el Estadio Monumental el cacique derrotó por 2-0 a El Tanque, culminando así fugazmente la primera experiencia internacional del conjunto verdinegro.

### Inestabilidad económica y discontinuidad
Luego de las 6 temporadas consecutivas participando en Primera al conjunto verdinegro le tocó descender en el uruguayo 2015-16, pero fue un período fugaz en la Segunda División ya que debido al cambio de modalidad de temporadas se disputó un torneo corto de solo 6 meses. Con el argentino Darío Tempesta como entrenador y el delantero Franco López como goleador del campeonato, El Tanque se coronó campeón del torneo por cuarta vez, al obtener 29 puntos de 36 posibles y ascendió por tercera vez a la máxima categoría.
El torneo 2017 fue muy peculiar, ya que El Tanque quedó igualado en posición de descenso y debió desempatar con, una vez más en su historia, la IASA. En una definición apasionante, luego de ganar un partido cada uno, todo se definió en el Estadio Franzini, donde El Tanque ganó la permanencia en definición por penales luego de empatar 1-1. Sin embargo este logro deportivo fue en vano, ya que el club no pudo participar el año siguiente del campeonato por no poder pagar las deudas contraídas. Esto marcó el descenso del equipo a la Segunda División para el año 2019, donde tampoco participó por las mismas razones, provocando una nueva pérdida de categoría. Actualmente el club trabaja para cancelar esas deudas y lograr participar de la Primera División Amateur, tercera categoría de la pirámide del fútbol uruguayo.

## Símbolos

### Escudo y bandera
El escudo está compuesto por tres bastones verticales negros y dos bastones verdes, intercalados entre sí. Contra la parte superior se ubica una pequeña figura roja con las siglas del club: "C C y D E T S".
Por otra parte, su bandera se compone de un diseño con bastones horizontales, integrado por cuatro franjas negras y tres verdes. Posee contra la esquina superior izquierda un cuadrado blanco con la inscripción "ETS". La tradicional bandera fue creada antes de que se modificara el escudo de El Tanque Sisley para añadir el color rojo, por lo que sus únicos colores son el verde, el negro y el mencionado cuadrado blanco.
Evolución del escudo de El Tanque Sisley:
| (C. C. y D. Sisley) | (C. A. El Tanque) |  |  |  |  |

## Uniforme

### Uniforme titular
Los colores de El Tanque Sisley fueron decididos en la fundación a partir de propuesta de Ruben "Pocho" Rodríguez (verde y negro). En lo sucesivo el rojo fue incluido por la afición de uno de sus fundadores por Aguada como color secundario para añadir algún detalle
El Tanque es uno de los equipos menos conservadores del fútbol uruguayo: suele modificar su uniforme a menudo en variados diseños, en general respetando los colores verde y negro como principales. Prueba de esto es que en un mismo campeonato El Tanque llegó a utilizar seis diseños distintos.
Hasta inicios de los años 90,la casaquilla titular era verde y negra a rayas horizontales.
| Primer uniforme | (Ver evolución) | Uniforme actual |  |

### Uniforme alternativo
El uniforme suplente también suele varias mucho. El verdinegro usa habitualmente diseños blancos o rojos para tal fin, pero llegó a utilizar por ejemplo uniformes rosa o incluso una camiseta alternativa azul durante parte de la década de 2000.
Su última camiseta suplente fue blanca con banda roja, pantalón y medias blancas. De todas formas, el club acostumbra a tener dos equipaciones alternativas, totalizando tres uniformes incluyendo al titular.

### Proveedor de indumentaria y Patrocinadores
| Periodo   | Indumentaria | Patrocinio principal                                 |
| --------- | ------------ | ---------------------------------------------------- |
| 1972-1981 | Ninguno      |                                                      |
| 1982-1987 | Astrach      |                                                      |
| 1988-1997 | Nanque       |                                                      |
| 1998-2003 | Gostan       |                                                      |
| 2004-2006 | Nanque       |                                                      |
| 2008-2016 | Mgr Sports   |                                                      |
| 2011-2012 | Matgeor      | Supermercado La Cabaña RindeDos Cymaco               |
| 2012-2013 | Mgr Sports   | Supermercado La Cabaña Ceramfix RindeDos             |
| 2013-2015 | Mgr Sports   | Constructora Calpusa Laboratorio Microsules RindeDos |
| 2015-2016 | Mgr Sports   | Jupiter Zoubar                                       |
| 2016      | Luanvi       | Jupiter Zoubar                                       |
| 2017      | Borac        | CableVision Zoubar                                   |

## Estadio
El Tanque Sisley posee el Estadio Víctor Della Valle, ubicado en el barrio Carrasco Norte, en el límite este de Montevideo. El terreno es propiedad de la Intendencia Municipal de Montevideo, y el club verdinegro usufructúa el mismo en concesión.
Su nombre homenajea al abogado Víctor Della Valle, uno de los fundadores del club. Desde la fundación, Della Valle fue 31 años consecutivos dirigente de la institución, y luego fue presidente durante 12 años.
Durante el período 2012-2017 (preferentemente en Primera División) el equipo mudó su localía al Estadio Campeones Olímpicos de la ciudad de Florida, a 97 kilómetros de distancia de la capital nacional.

## Datos estadísticos
Datos actualizados para la temporada 2023 inclusive.
- Temporadas en Primera División: 8 (1991 / 2010/11-2015/16 / 2017)
  - Debut: 1991
  - Última participación: 2017
  - Mejor puesto en Primera División: 5º (2012-13)
- Temporadas en Segunda División: 34 (1971-1978 / 1980-1983 / 1987-1990 / 1992-1995 / 1998-2009/10 / 2016)
- Temporadas en Tercera División: 11 (1962-1965 / 1970 / 1979 / 1984-1986 / 1996-1997)
- Temporadas en Cuarta División: 6 (1960-1961 / 1966-1969)
- Temporadas en Quinta División: 1 (1959)

### Récords
Los siguientes récords son relativos a las estadísticas del club; no son récords absolutos de las competencias mencionadas.

#### Campeonato Uruguayo
- Mayor cantidad de goles en un partido de Primera División:
  - 8 goles → 5-3 vs. Central Español - 3 de octubre de 2010.
- Peor resultado en un partido de Primera División:
  - 0-5 vs. Wanderers - 15 de diciembre de 2013.
- Mejor resultado en un partido de Primera División:
  - 4-0 vs. Rentistas - 21 de octubre de 2014.
  - 4-0 vs. Juventud - 9 de febrero de 2014.
- Mejor resultado en un partido de Segunda División:
  - 5-1 (Segunda División 2007-2008 vs. Rentistas)
- Peor resultado en un partido de Segunda División:
  - 1-6 (Segunda División 1983 vs. Rentistas)

## Participación internacional
- Participaciones en Copa Libertadores: 0
- Participaciones en Copa Sudamericana: 1 (2013)

Detalle de partidos:
| 31 de julio de 2013 | El Tanque Sisley | 0:1 (0:1) | Colo-Colo  | Estadio Luis Franzini, Montevideo                                  |                                                                    |
|                     |                  |           | 26' Toledo | Asistencia: 3002 espectadores Árbitro(s): Péricles Cortez (Brasil) | Asistencia: 3002 espectadores Árbitro(s): Péricles Cortez (Brasil) |

| 7 de agosto de 2013 | Colo-Colo                | 2:0 (2:0) | El Tanque Sisley | Estadio Monumental, Santiago                                      |                                                                   |
|                     | Benítez 12' · Toledo 15' |           |                  | Asistencia: 12 559 espectadores Árbitro(s): Raúl Orosco (Bolivia) | Asistencia: 12 559 espectadores Árbitro(s): Raúl Orosco (Bolivia) |

### Estadísticas en competiciones internacionales
| Torneo            | TJ | PJ | PG | PE | PP | GF | GC | DG | Puntos |
| ----------------- | -- | -- | -- | -- | -- | -- | -- | -- | ------ |
| Copa Sudamericana | 1  | 2  | 0  | 0  | 2  | 0  | 3  | –3 | 0      |
| Total             | 1  | 2  | 0  | 0  | 2  | 0  | 3  | –3 | 0      |

### Récords en torneos Internacionales
- Mayor cantidad de goles en un partido de Copa Sudamericana: fueron 0 goles.
- Mejor resultado en un partido de Copa Sudamericana: 0-1 (31/07/2013 vs. Colo-Colo)
- Peor resultado en un partido de Copa Sudamericana: 0-2 (07/08/2013 vs. Colo-Colo)

## Palmarés

### Torneos AUF
- Segunda División Profesional (4): 1981, 1990, 2009-10 y 2016.
- Liga Metropolitana Amateur (2): 1986 y 1997.
- Divisional Extra "A" (2): 1961 y 1969.
- Divisional Extra "B" (1): 1959.

### Juveniles
- 5ª División B (1): 2008.
- 6ª División B (1): 1994.

### Otros torneos
- Torneo de Verano Liga de Palermo Amateur (1): 1959

## En la cultura popular
- El equipo es mencionado en la película Whisky, donde algunos de los protagonistas asisten a presenciar un partido del club.